# 杨雍建
杨雍建（1627年—1704年），字自西，号以斋，浙江海宁盐官人。
曾祖杨鸾、祖父杨万年。父杨斌为杭州府学生，“累举不售”。生于明天启七年（1627年），貢生出身，入国子监。顺治十二年（1655年）进士，授广东高要知县，康熙十八年（1679年）会试副主考，康熙二十三年（1684年）任兵科给事中，一日九疏，以敢谏聞名，由兵部、礼部，再到吏部，皆未离谏台，有“本朝第一谏官”之誉。康熙二十五年（1686年）十一月，致仕，“晨膳夕膳，而以粗粝自甘。遇簦笠旧友，胸无水旱冰炭。”。康熙四十三年（1704年）五月卒於家。著有《楊黃門奏疏》二卷、《撫黔奏疏》八卷、《西台奏議》、《政學篇》一卷、《景疏樓詩文》十卷、《自怡集》一卷。
子杨中讷、孫楊詠。

## 延伸阅读
[在维基数据编辑]
 《清史稿·卷274》，出自趙爾巽《清史稿》